# Пойма реки Берда
Пойма реки Берда — часть Приазовского национального природного парка (с 2010), ландшафтный заказник местного значения (1994—2010), расположенный на территории Бердянского горсовета (Запорожская область, Украина). Площадь — 1 416,9 га.
Водно-болотные угодья международного значения «Устье реки Берда, Бердянский залив и Бердянская коса», согласно Рамсарской конвенции с особым охранным режимом, частично включены в состав заказника и затем (с 2010 года) Приазовского национального природного парка.

## История
Был создан решением Запорожского областного совета от 10 декабря 1994 года № 759/94 («Про створення заказників загальнодержавного значення»). Вошёл в состав Приазовского национального природного парка — частично заповедной, регулируемой рекреции и хозяйственной зон, созданного 10 февраля 2010 года согласно указу Президента Украины Виктора Ющенко.

## Описание
Занимает пойму (правый берег) и устье реки Берда. На территории заказника пойма реки занята плавнями с множеством озёр, соединённых водотоками реки Берда. Заповедная зона расположена между селами Старопетровка и Нововасильевка, городским кладбищем #2. Часть заказника не включена в состав Приазовского НПП: участок между Мариупольским шоссе и побережьем Азовского моря — шириной от середины урочища Сладкий лиман до озера Круглое — является охотничьими угодьями ГП «Бердянский лесхоз».
Заказник создан с целью охраны типичных и уникальных степных и водных природных комплексов северо-западного побережья Азовского моря: приустьевой части поймы реки Берда. Примыкает на востоке полоса акватории Белосарайского залива — хозяйственная зона Приазовского НПП; юге — группа озёр — зона регулируемой рекреации Приазовского НПП, на севере — дачный посёлок Макорты города Бердянск, севере — села Старопетровка и Новопетровка.
Ближайший населённый пункт — Бердянск.